# ورزشگاه سیتگیک

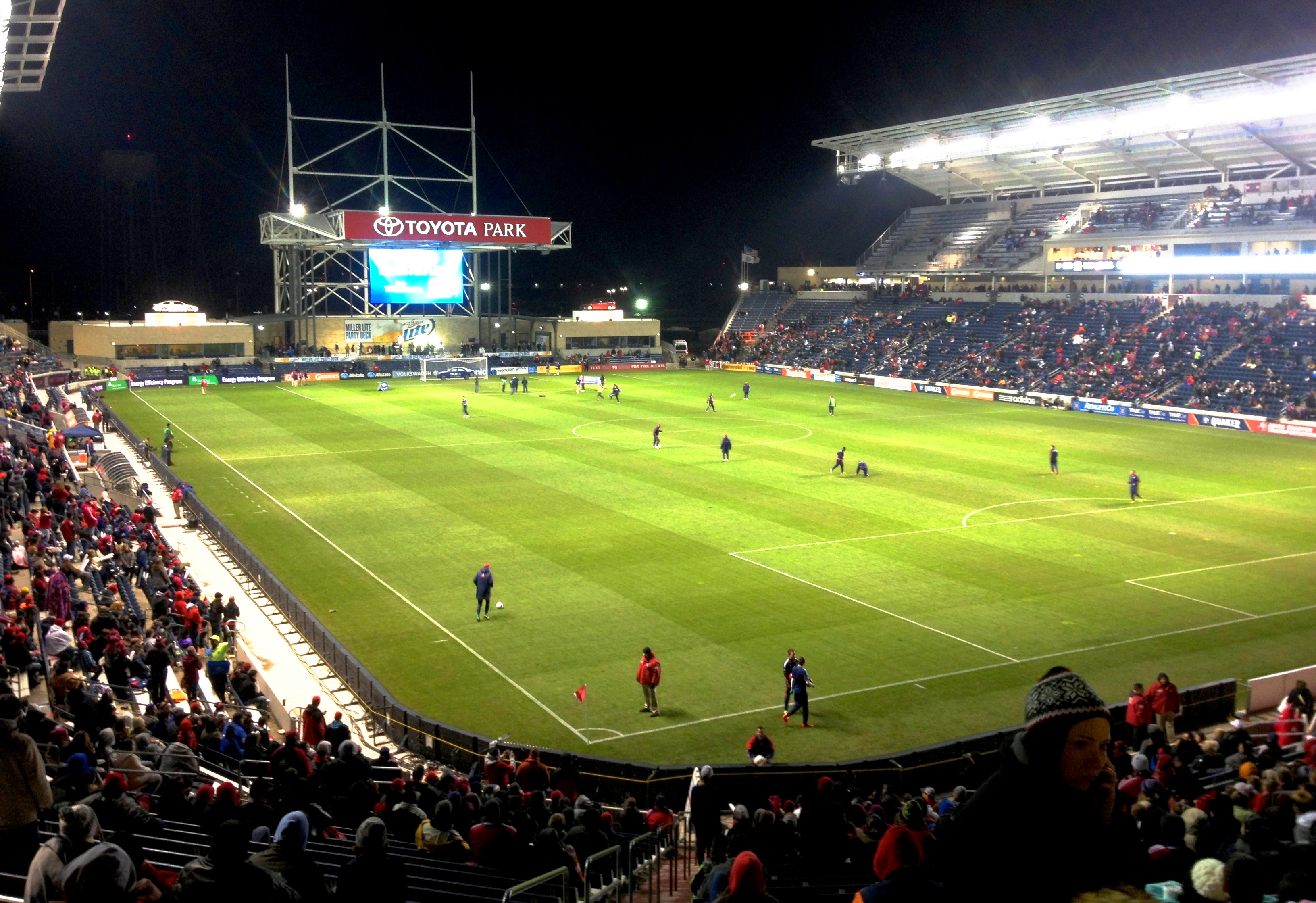

ورزشگاه تویوتا پارک (به انگلیسی: Toyota Park) با ظرفیت ۲۰٬۰۰۰ نفر در شهر بریدگیو ایالت ایلی‌نوی واقع شده‌است. ابعاد این ورزشگاه ۶۹ در ۱۱۰ متر است. در تاریخ ۲۰۰۶ تأسیس شد و دارای زمین چمن می‌باشد.